# Moon (Gackt-album)
A Moon Gackt japán énekes negyedik szólólemeze, mely 2002. június 19-én jelent meg a Nippon Crown kiadónál. Ezzel a lemezzel kezdődött a „Moon Saga”-koncepció.
A lemez 2. helyezett volt az Oricon heti slágerlistáján és 10 hétig szerepelt rajta. Aranylemez lett.
Az albumról kimásolt Another World című kislemez második helyen végzett a slágerlistán, és 17 hétig szerepelt rajta. 2002. április 4-én megjelentette következő kislemezét, Vaszurenai kara címmel, mely negyedik helyezett volt az Oricon heti slágerlistáján és öt hétig szerepelt rajta.

## Számlista
Az összes szám szerzője Gackt C. 
| #   | Cím                                                                       | Hossz |
| --- | ------------------------------------------------------------------------- | ----- |
| 1.  | Noah                                                                      | 2:14  |
| 2.  | Lu:na                                                                     | 3:24  |
| 3.  | Vaszurenai kara (忘れないから (Wasurenai kara), I'll never forget you...) | 5:11  |
| 4.  | Soleil                                                                    | 3:42  |
| 5.  | Speed Master                                                              | 3:41  |
| 6.  | Fragrance                                                                 | 4:36  |
| 7.  | Death Wish                                                                | 5:53  |
| 8.  | Doomsday                                                                  | 4:34  |
| 9.  | Missing                                                                   | 4:30  |
| 10. | Rain                                                                      | 5:58  |
| 11. | Another World                                                             | 3:07  |
| 12. | Memories                                                                  | 6:42  |